# Ivrea
Ivrea je město a comune v metropolitní oblasti Turín v regionu Piemont. 
Nachází se v severozápadní Itálii na cestě vedoucí do Údolí Aosty (část středověké cesty Via Francigena), městem protéká Dora Baltea. Leží v pánvi, kde v prehistorických dobách vzniklo rozsáhlé jezero, dnes se v okolí rozkládá pětice malých jezer: Sirio, San Michele, Pistono, Nero a Campagna. V roce 2016 zde žilo 23 749 obyvatel.
V roce 2018 byla část města (především industriální stavby z 1. poloviny 20. století) zapsána na seznam světového kulturního dědictví UNESCO.

## Památky
- Ivrejský hrad, postavený v roce 1357 za vlády Amadeuse VI. Savojského
- Ivrejská katedrála, vznikla kolem roku 1000 v románském slohu přebudováním kostela postaveného ve 4. století na místě pohanského chrámu
- Ponte Vecchio („starý most“), původně dřevěný, v roce 1716 přestavěný z kamene
- Věž sv. Štěpána z 11. století, pozůstatek opatství sv. Štěpána
- Biblioteca Capitolare, knihovna poblíž katedrály
- Kostel a klášter San Bernardino, malý gotický minoritský kostel z roku 1455
- Radnice z roku 1758
- Kostel San Gaudenzio
- Capella dei Tre Re (kaple Tří králů) z poloviny 17. století
- pozůstatky římského divadla z 1. století

## Osobnosti města
- Arianna Follis (* 1977), běžkyně na lyžích a skialpinistka
- Adriano Olivetti (1901–1960), podnikatel, inovátor a politik, výrobce psacích strojů, kalkulaček a kancelářské techniky

## Kultura a sport
Ve městě se tradičně koná pomerančová bitva v rámci karnevalu, který připomíná svržení tyranů. Ulicemi projíždějí vozy se zámeckou stráží, na kterou obyvatelé házejí pomeranče.
Ivrea hostila Světový pohár ve vodním slalomu v roce 2016 a znovu v roce 2017. V létě 2021 se zde uskutečnilo mistrovství Evropy ve vodním slalomu, na němž mimo jiné zvítězil český kajakář Vít Přindiš.

## Partnerská města
- Lüneburg, Německo
- Monthey, Švýcarsko
- Rădăuți, Rumunsko